# 須賀山城
須賀山城（すがやまじょう、すかやまじょう）は、千葉県香取郡東庄町笹川にあった日本の城。

## 概要
千葉常胤及びその一族とともに源頼朝の挙兵に力を尽くした東胤頼は、文治元年（1185年）に東荘33郷、さらには三崎荘55郷を拝領した。胤頼は、当初桜井城（上代前掛城）に居城したが、文治6年（1190年）に須賀山城を築き、妙見を勧請して所領の経営と祭事に努めた。その後、隣接地に森山城を築き、建保6年（1218年）にそちらへ移った。
その後も、須賀山城には一族が居城したとされ、東頼数、教頼、常綱らの在城が伝えられている。
城の東側には東氏に関係の深い東福寺がある。寺伝では仁安2年（1167年）、徳一僧都による創建で、千葉常胤が深く信仰し、本尊を大切に扱ったと伝えられている。また、千葉邦胤が灌頂会を行ったことを示す古文書が収蔵されている。
城の西側には芳泰寺があり、東胤頼の五輪塔がある。

## 構造
東福寺のすぐ近くの台地緩斜面に「大門」「小門」の地名があり、大手口と考えられている。本丸跡は、通称「シジミ台」と言われている。西の台との間に空堀があり、区画されている。台地の東側は、急な崖となっているが、城址は平坦であり、空堀が窪地となってわずかに残っているだけである。本丸のほぼ中央には、天之宮社（妙見）が祀られている。

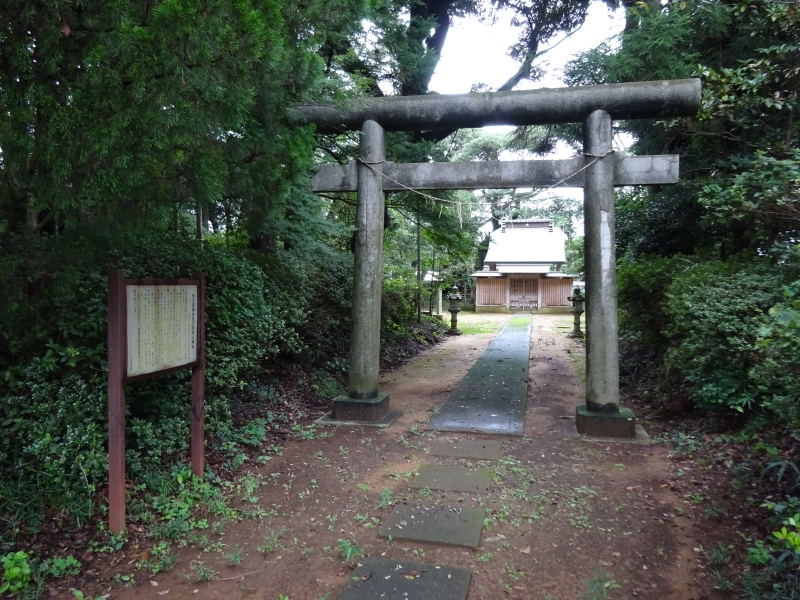
天之宮社（妙見）
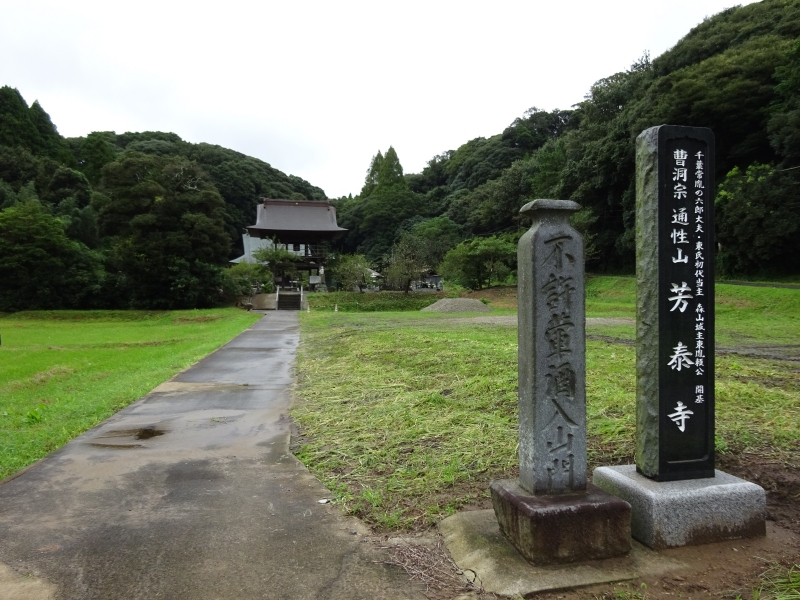
芳泰寺

## アクセス
- JR成田線　笹川駅　徒歩15分